# Hucke-Rinne
Hucke-Rinne is een historisch merk van motorfietsen.
De bedrijfsnaam was: Max Hucke Fahrgestellbau, Berlin-Neukölln.
In de eerste helft van de jaren twintig ontstonden in Duitsland honderden kleine motorfietsmerken, die zich bijna allemaal richtten op de vraag naar goedkope vervoermiddelen. Daarvoor bouwden ze eigen frames, waarin om kosten te besparen inbouwmotoren van andere merken werden gemonteerd. Max Hucke begon zijn productie in 1924 en kocht 124-, 173- en 247cc-motoren bij de firma Rinne die ook in Berlijn gevestigd was. De markt werd overspoeld met motorfietsmerken, maar niet met motorfietsen, want de vraag was ook niet zo groot dat honderden (in Berlijn tientallen) merken ervan konden leven. In 1925 sloten meer dan 150 bedrijven de poort, maar Hucke-Rinne beëindigde de productie in 1926.